# Uwe Bokelmann
Uwe Bokelmann (* 15. Oktober 1962) ist ein deutscher Journalist und Chefredakteur.

## Leben
Nach einem Volontariat bei der Neuen Osnabrücker Zeitung arbeitete Uwe Bokelmann als Lokalredakteur bei den Lübecker Nachrichten und später als stellvertretender Chefredakteur von Hörzu.
Heute ist er für die Bauer Media Group Chefredakteur von TV Movie, TV14, TV Hören und Sehen, Welt der Wunder, Happinez, Good Health und einfach.sein. Darüber hinaus leitet er für die Bauer Media Group zusammen mit Justus Meyer die Website Praxisvita.de.
Außerdem wirkt er im Kuratorium der Bauer-Journalistenschule mit.